# Diet for a New America (film)
Diet for a New America è un film documentario per la televisione del 1991, basato sull'omonimo libro del 1987 di John Robbins, che è anche il narratore del film.
Il documentario contiene interviste a medici nutrizionisti quali Michael Klaper, T. Colin Campbell e John A. McDougall, che consigliano per la salute di orientare le abitudini alimentari verso una dieta strettamente vegetariana, ovvero a base prettamente vegetale (vegana). Il film tratta inoltre, come il libro, i temi dei diritti degli animali – con particolare riferimento agli allevamenti – e dell'impatto ambientale dell'industria dei cibi animali, perorando così l'opzione vegetariana anche da un punto di vista etico-ambientale.
La rete televisiva KCET lo ha trasmesso per la prima volta il 16 settembre 1991. È stato inoltre distribuito per il mercato home video (in VHS e successivamente in DVD) nella collana Lifeguides della KCET.